# Colombie aux Jeux olympiques d'été de 1964
La Colombie participe aux Jeux olympiques d'été de 1964 à Tokyo au Japon qui se déroulent du 10 au 24 octobre 1964. Il s'agit de sa sixième participation à des Jeux d'été. Comme lors des éditions précédentes, elle n'y remporte aucune médaille.